# Reserva índia de Brighton

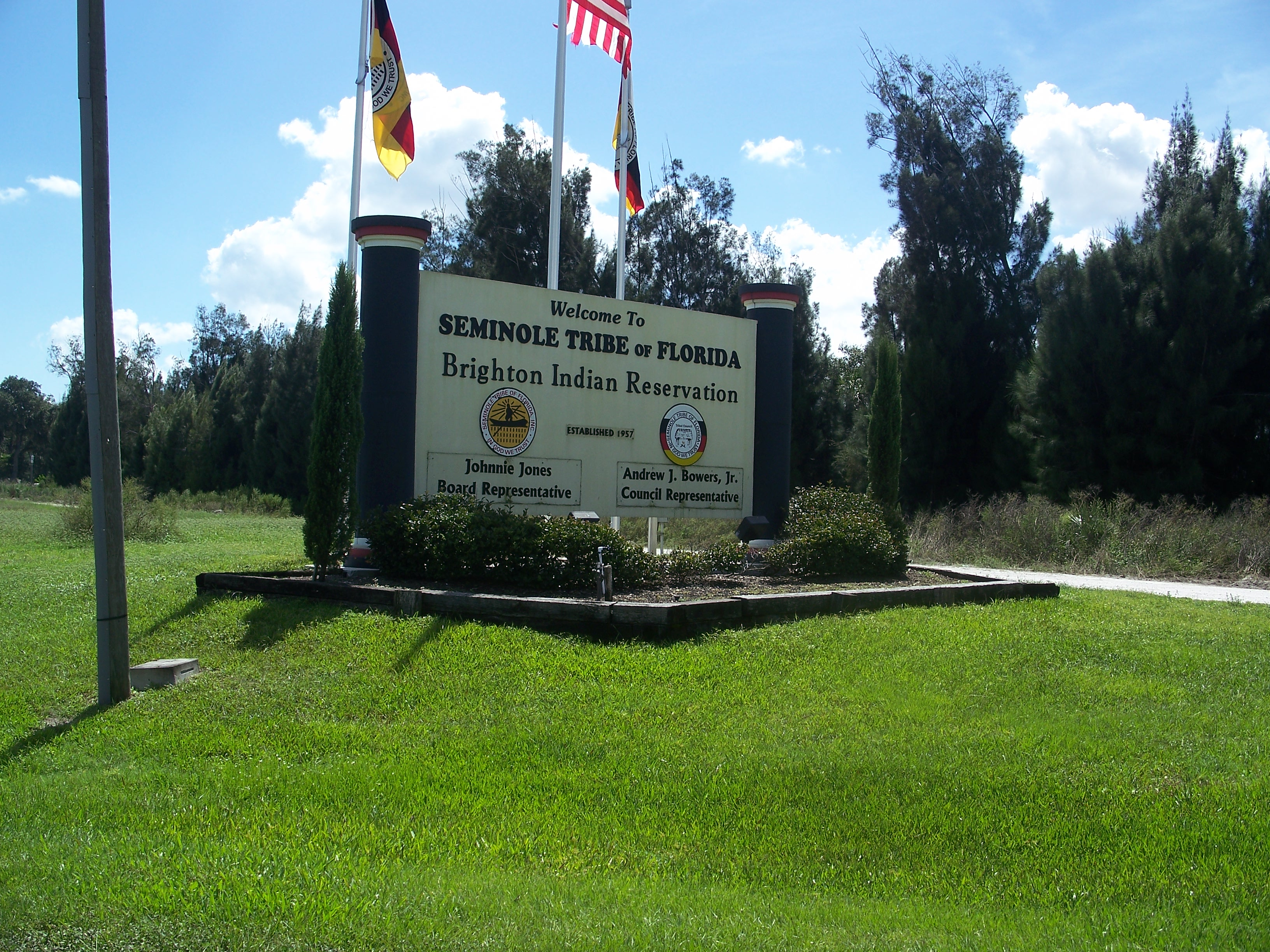
Entranda a la reserva

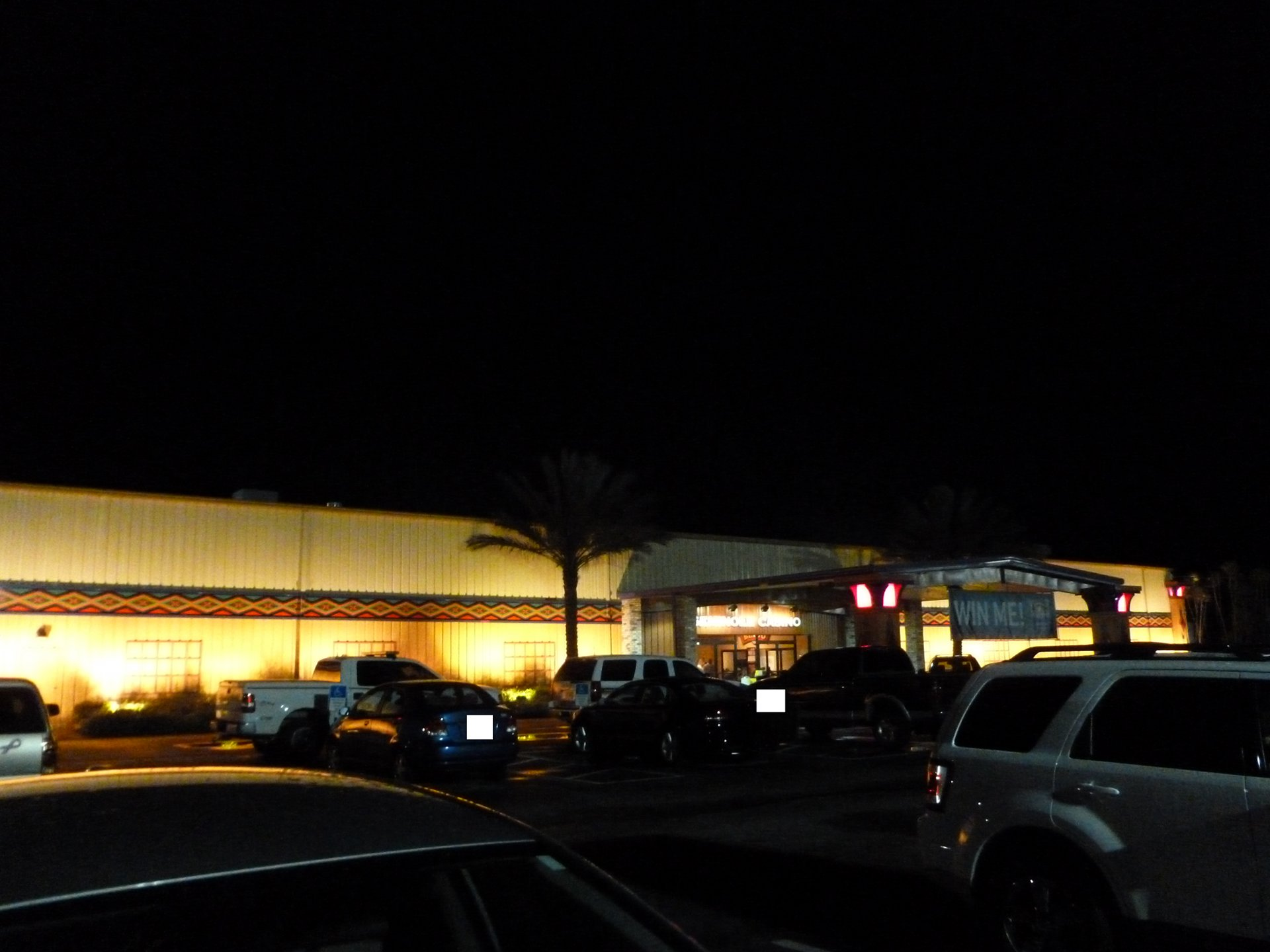
Casino Seminola a Brighton

La reserva índia seminola Brighton és una reserva índia de la Tribu Seminola de Florida, situada al nord-est del comtat de Glades vora el marge nord-oest del llac Okeechobee. És una de les sis reserves donades en fideïcomís a la tribu pel govern federal. La reserva té una àrea d'aproximadament 146 km² o 36.000 acres. i segons el cens del 2000 una població resident de 566 persones.
La Tribu Seminole de Florida opera aquí el Brighton Seminole Casino, un casino de 27,000 peus quadrats amb 375 màquines escurabutxaques i jocs, una sala de pòquer de taula i seients de bingo d'apostes altes, amb servei complet de restaurant i saló. La reserva també s'utilitza per a la part de les operacions de ramaderia de la tribu, la 12a més gran al país.

## Llengua
Alguns residents de la Reserva Brighton parlen el muskogi, en lloc del mikasuki parlat per altres aeminoles, així com la tribu Miccosukee.

## Reserves
Les altres cinc reserves de la Tribu Seminola de Florida són:
- Reserva índia de Big Cypress, la més gran del territori, de 212,306 km², als comtats de Broward i Hendry[4]
- Reserva índia de Hollywood (abans reserva Dania), de 2,1 km²,[5] al comtat de Broward[4]
- Reserva índia Immokalee, al comtat de Collier
- Reserva índia de Fort Pierce, de 0,2 km² al comtat de St. Lucie, cedida a la tribu el 1995 pel Departament de l'Interior dels Estats Units
- Reserva índia de Tampa, situada al comtat de Hillsborough